# Tomás O'Neille
Tomás O'Neille y Salmón (5 de octubre de 1764 - desconocido) fue un gobernador virreinal español del archipiélago Caribe occidental de San Andrés, Providencia y Santa Catalina, hoy parte de la República de Colombia.
O'Neille era hijo de padre irlandés y madre canaria. Su origen familiar lo hizo bilingüe y esta habilidad influiría y ayudaría en su carrera posterior. Sería el intérprete a bordo de la expedición española enviada para expulsar a la población de habla inglesa del archipiélago en 1789, habiendo llegado al Nuevo Mundo nueve años antes de esto a la temprana edad de 16 años. En lugar de su expulsión (acordado por los poderes europeos bajo el Tratado de Versalles y la Convención de 1786) él sería instrumental no solo para ayudar a asegurar la posición de los habitantes existentes (protestantes de habla inglesa), sino que se convertiría en su gobernador y tendría un impacto significativo en las islas en un momento crucial en su historia.

## Biografía

### Primeros años y carrera
Tomás Francisco O'Neille y Salmón nació en Puerto de la Cruz, Tenerife, el 5 de octubre de 1764 de Patricio O'Neille (28 de abril de 1740 - 18 de abril de 1768) y Catalina Salmón. Su padre, Patricio o Patrick era originario de Waterford Irlanda, y fue vicecónsul de los británicos. Había llegado a Tenerife tres años antes de su matrimonio con Catalina, que tuvo lugar en enero de 1764. Patrick tenía estrechas conexiones con la red de comerciantes irlandeses que operan desde Tenerife, incluida la acaudalada familia Cologan. Su madre, Catalina, era de Tenerife aunque es posible que sus padres, Thomas Salmón y Catalina (Catherine) Comerford, fueran irlandeses.  Lamentablemente, ambos padres murieron cuando él y su hermano Enrique eran jóvenes y ambos fueron criados por su tía María Salmón.
O'Neille fue criado en la isla canaria de Tenerife, por su tía del lado de la familia de su madre, María Salmón. Al dejar su Tenerife natal, primero probó suerte en el nuevo mundo de habla inglesa, pasando dos años y medio en Charleston, Carolina del Sur. Sin embargo, sería en el Nuevo Mundo de habla hispana donde seguiría su carrera.
Junto a su hermano Enrique, sirvió en el ejército español a finales décadas de la década de 1700 y primeros años de la década de 1800. Tomás O'Neille sirvió en el Regimiento de Infantería Fijo de Cartagena en Cartagena de Indias, junto con Enrique. En 1791, Tomás era teniente en la sexta compañía del primer batallón.

### Tomás O'Neille llega a San Andrés
En diciembre de 1789, O'Neille, a la edad de 25 años, formó parte de una misión española al mando del capitán Juan de Gastelú a las islas de San Andrés y Providencia en el Caribe occidental. Fue teniente e intérprete [2]. Procedente de la herencia irlandesa, hablaba inglés, aunque la propia Irlanda en la década de 1700 seguía siendo un país bilingüe. El objetivo de la misión era hacer cumplir los términos del Tratado de Versalles evacuando a todos los colonos no españoles de los territorios españoles. Esto incluía el archipiélago de San Andrés, las islas del Maíz y la costa de Miskito. Las habilidades bilingües de O'Neille eran necesarias ya que San Andrés, en ese momento, estaba poblada de terratenientes de habla inglesa, sus familias y esclavos. Algunos de los colonos abandonaron San Andrés antes de la llegada de las misiones españolas, pero otros permanecieron. "El 21 de diciembre de 1789, la misión llegó a San Andrés. Al amanecer, Gastelú convocó a los habitantes y les ordenó que evacuaran, dándoles hasta abril de 1790, cuatro meses para recoger y transportar sus pertenencias"
O'Neille hizo más que interpretar y ayudó en el proceso de mediación entre las fuerzas de la Corona española y los isleños. O'Neille ayudó a formular la petición a las autoridades españolas para que los isleños permanecieran en las islas con la promesa de que serían súbditos leales. Junto a los habitantes enviados a Cartagena como su representante, el irlandés Lorenzo Thine con sus súplicas a la Corona". Esta petición fue canalizada a través del virrey Antonio Caballero y Góngora.

### Gobierno
En 1792, Madrid accedió a los isleños restantes y en 1795 O'Neille fue nombrado gobernador de las islas y ascendido al rango de Capitán. Las islas caerían bajo la jurisdicción del Captian-General de Guatemala. Esto siguió siendo así hasta 1803, cuando, a pedido de O'Neille (con el apoyo de los isleños), las islas (junto con la Costa Miskito) fueron transferidas al Virreinato de Nueva Granada y, por lo tanto, quedaron bajo la administración de Cartagena Este cambio fue, por supuesto, significativo, ya que, en esencia, es por eso que hoy son parte de Colombia. La costa de Miskito fue transferida de regreso a Guatemala en 1806. El geógrafo estadounidense James J. Parsons caracterizó el gobierno de O'Neille como uno de los "dictadores benevolentes" y que en O'Neille, los isleños tenían un campeón ante la corte española. Sus detractores lo han acusado de ser un oportunista y de ser esencialmente un cabildero del siglo dieciocho, que tiene la costumbre de escribir cartas solicitando citas para sí mismo y su ascenso. Las conexiones de O'Neille con la corte española fueron a través de su red en Cartagena y Canarias. Siguió una política pragmática con respecto a la hispanización de la población existente y una actitud aún más laxa a las restricciones comerciales impuestas contra el comercio con puertos no españoles en el Caribe occidental. Se suponía que las islas solo debían comerciar con Cartagena y Trujillo en Honduras.
No fue dogmático al imponer el catolicismo con un enfoque suave al tema, prefirió a los isleños como "buenos herejes no como malos católicos". Sin embargo, parece que él mismo era un católico devoto. En 1797, O'Neille, pidió a la Corona española que enviara a dos sacerdotes católicos a la atención de los fieles en San Andrés. Justificó su pedido lamentando en una carta que incluso su propia esposa y otras nueve personas habían muerto sin la última ayuda espiritual, ni la recepción de los santos óleos. Un sacerdote católico fue designado y enviado desde el continente en 1803 con un salario de 30 pesos al mes y se construyó una iglesia con fondos del Tesoro Real y las Arcas Reales en Cartagena.

Su enfoque pragmático también se extendió a las actividades económicas. O'Neille puede no solo haber pasado por alto el comercio de contrabando, sino que de hecho ha participado en tales actividades. Especialmente en las interacciones con su socio comercial en el continente, su suegro, Agustín de Alfaro en León de Nicaragua. Se ha argumentado que O'Neille presionó para la eliminación de las islas de la jurisdicción de Guatemala, a la de Nueva Granada (Cartagena) con el fin de mantener a las autoridades por encima de él a distancia. Dejando a un lado estas acusaciones, proporcionó un gobierno estable en las islas y regularizó la propiedad de la tierra en las islas, otorgando títulos de propiedad a los isleños. La economía prosperó y la población creció bajo su mandato. Designó alcaldes y trajo a San Andrés su primer maestro de escuela. Su jurisdicción era, por supuesto, un archipiélago, pero O'Neille tendió a centrar su atención en la isla de San Andrés y dejó las islas de Providencia y Santa Catalina en manos de Francis Archbold. Este último, un colono de herencia escocesa, había venido de Jamaica y había sido fundamental en el reasentamiento de las dos islas más del norte.
Entre 1798 y 1800, O'Neille fue llamado al continente (se casó allí en 1800) por razones relacionadas con el estallido de nuevas hostilidades entre España y Gran Bretaña. Las autoridades creían que las islas serían difíciles de defender y que las habilidades de O'Neille se utilizarían mejor en Guatemala. Durante su ausencia en 1799, San Andrés experimentó un levantamiento de esclavos. Regresó a San Andrés en 1801. En su ausencia, Torquiel Bowie, un isleño, fue su reemplazo. A su regreso, fue recibido nuevamente, ya que los isleños lo vieron como un "hombre amable, emprendedor y progresista". Sin embargo, aparentemente encontró la isla en desorden. En general, su política con el continente fue de compromiso. Estableció buenas relaciones con el Rey de la Costa Miskito. De hecho, uno de sus últimos actos como gobernador fue firmar un tratado con la Costa y su Rey, Stephen (Regente, 1800-1816).

### Invasión Británica
El 26 de marzo de 1806, el capitán John Bligh llegó al H.M.S. Surreyance con 144 marineros y soldados. Con solo unos 30 soldados en la guarnición de la isla, O'Neille fue persuadido para que se rindiera. Bligh tomó el control de las islas. Transportó a O'Neille al continente y lo dejó a él, a su hermano Enrique, un sacerdote y a sus hombres en una playa cerca de Cartagena. Como se había entregado a Bligh, las autoridades lo pusieron en la corte, pero posteriormente fue absuelto. O'Neille regresó a las Islas el 17 de octubre de 1807. Bligh había dejado las islas mal defendidas, O'Neille y su fuerza militar retomaron las islas para España.

### Resignación
O'Neille continuó como gobernador hasta que renunció en 1810 citando problemas de salud. Hay varias teorías sobre la renuncia de O'Neille. Algunos argumentan que al regresar a Cartagena (en contra de su voluntad) O'Neille se había dado cuenta de los vientos que soplaban en la dirección de la revolución contra el dominio español. La invasión había dañado la infraestructura de su administración y había recursos financieros limitados para restaurar esto. A pesar de la promoción para sí mismo y un salario del gobierno, la financiación de la administración de O'Neille parecía haber sido problemática. En ese sentido, las autoridades superiores habían instituido concesiones fiscales especiales y exenciones fiscales sobre las actividades comerciales que afectaban negativamente la financiación de su administración.

### Vida personal y familiar
Tomás O'Neille y su hermano Enrique sirvieron a la Corona española en Cartagena de Indias y "se convirtieron en parte de la élite de la ciudad a través de dos matrimonios afortunados". Lamentablemente, Tomás y su afortunado matrimonio terminaría al fallecer su esposa en San Andrés, cuando se lamentaba en una carta en 1797 de que no había ningún sacerdote en la isla para darle los últimos derechos. Volvió a casarse con María Manuela Alfaro de Monterroso en 1800, la hija de Agustín de Alfaro, su agente comercial en León (hoy en día, Nicaragua). O'Neille tuvo una hija, Ann Eliza (1817-1862) que crecería y se casaría con Philip Beekman Jr. Un hombre que también tendría un impacto significativo en la historia del Archipiélago.
Poco se sabe sobre Enrique O'Neille (2 de febrero de 1766 - desconocido). Llegó a América bajo el patrocinio de Tomás y actuó como capitán de la guardia (compuesto por unos 30 soldados) en San Andrés. Parece que también se casó  en Cartagena. Los hermanos O'Neille tenían una hermana, Juana María, nacida el 15 de abril de 1767. Sin embargo, aparte de un registro bautismal, ningún otro registro de ella ha salido a la luz.
También se sabe poco sobre las actividades de Tomás O'Neille después de que se retiró como gobernador. El nacimiento de su hija fue en 1817, siete años después de que él se retirara. También sabemos que en 1822 Tomás O'Neill estaba en el consejo de la isla, y que una de las firmas de un documento proclamando la lealtad del Archipiélago a Colombia, fue en ese mismo año, firmado por él.